# Ordkonst
Ordkonst är ett litterärt utskott inom Akademiska Föreningen i Lund. Utskottet bildades 1994 (då under namnet Pennklubben) och har sitt fokus på litteratur i ordets vidaste bemärkelse. Ordkonsts grundläggande verksamhet består av två delar: Tidskriften Ordkonst samt skriv- och läsecirklar.
Den litterära tidskriften Ordkonst utkommer med fyra nummer per år. Tidskriften innehåller nya skönlitterära texter av såväl etablerade som opublicerade författare, liksom essäer, reportage och recensioner. Tomas Tranströmer, Inger Edelfeldt, Kristian Lundberg, Robert Kangas, Jerker Virdborg, Malte Persson och Nikanor Teratologen är några av de författare som genom åren varit affischnamn i tidskriften. 
Ordkonst har dessutom en utbildande verksamhet i form av skrivarcirklar. Dessa vänder sig till alla som är intresserade av att utveckla sitt skrivande. Utskottet driver också en läsecirkel som är öppen för alla som är medlemmar i Akademiska föreningen. Läsecirkeln ses en gång i månaden och diskuterar en gemensamt läst bok. 
Tidigare drev Ordkonst en scen, Poeternas Estrad, som var en scen för litteratur: uppläsningar, samtal och performance. Den arrangerades fyra gånger per termin i Aten på bottenvåningen i AF-borgen. Under åren har såväl debatter och föredrag som klassiska poesiuppläsningar arrangerats. Ofta kombineras litteraturen med musikaliska inslag samt fri scen för den som själv vill läsa upp sina texter. Periodvis har det varit en av Nordens största scener för uppläsningar och scenpoesi.
Utskottet har genom åren utvecklats till en plantskola för kritiker, författare, förläggare, litteraturvetare och journalister. Kritikerna Victor Malm, Viola Bao, Li Eriksdotter Andersson, Evelina Stenbeck, Andreas Brunner, Ann Lingebrandt, Annika J Hagström, Saga Cavallin och Petter Bengtsson är några av dem som har suttit i tidskriftens redaktion. Även författarna Helena Ljungström, Sara Gilliard, Pär Thörn, Agnes Lidbeck och Tove Folkesson har varit knutna till Ordkonst.